# 苏庇路里乌玛二世
苏庇路里乌玛二世（活动时期公元前13世纪末）是赫梯国王（大致的统治时间：前1218年～前1200年或前1210年～前1180年；实际时间无法确定）。他是赫梯新王国的最后一个为人所知的国王。
苏庇路里乌玛二世是赫梯国王图特哈里四世之子。有关他的统治情况，保存下来的资料很少：已知在他在位时赫梯发生过一次饥荒，为此国王接受了来自埃及法老迈伦普塔的谷物援助。
苏庇路里乌玛二世的对外活动主要是针对阿拉西亚的。阿拉西亚原本臣服于赫梯，但在帝国业已衰落时不再接受控制。苏庇路里乌玛二世可能在另一个城邦乌加列建立了一个港口基地，用于集结进攻阿拉西亚的舰队。他与阿拉西亚进行了3次海战，然后又用地面部队攻击它；从现有资料看，他显然是获胜了。为此他立了一块纪念碑。苏庇路里乌玛二世在赫梯帝国风雨飘摇之时保持了对阿拉西亚城邦的宗主权。
苏庇路里乌玛二世是亚述国王图库尔蒂-尼努尔塔一世的同时代人，但没有证据显示他们发生过联系。